# A Monster Like Me
A Monster Like Me – singiel norweskiego duetu Kjetila Mørlanda i Debrah Scarlett napisany przez samego artystę, wydany w 2015 roku.
W marcu utwór wygrał krajowe eliminacje do Konkursu Piosenki Eurowizji Melodi Grand Prix po zdobyciu łącznie 88 869 głosów od telewidzów, dzięki czemu reprezentował Norwegię podczas 60. Konkursu Piosenki Eurowizji organizowanego w Wiedniu. 21 maja Mørland i Debrah Scarlett zaprezentowali w go drugim półfinale Konkursu Piosenki Eurowizji i awansowali do finału, w którym zajęła ostatecznie 8. miejsce ze 102 punktami na koncie.

## Lista utworów
Digital download
1. „A Monster Like Me” – 3:04

## Notowania na listach przebojów
| Kraj     | Lista (2015)      | Najwyższe miejsce |
| -------- | ----------------- | ----------------- |
| Austria  | Ö3 Austria Top 40 | 17                |
| Norwegia | Single Top 40     | 23                |